# ベリーのパラドックス
ベリーのパラドックス（ベリーの逆説）はパラドックスのひとつ。
「19文字以内で記述できない最小の自然数」という文（この文の文字数は19個）を考える。自然数は可算無限に存在する一方で、日本語19文字で行える記述は有限通り（文字の種類の19乗）であるから、日本語19文字で表現できない自然数は必ず存在する。つまり、「19文字以内で記述できない最小の自然数」という文章は明確にある自然数を一意に定義している。しかしながら、実際に「19文字以内で記述できない最小の自然数」を求めてみると、それは「19文字以内で記述できない最小の自然数」であるにもかかわらず、「19文字以内で記述できない最小の自然数」という19文字で表現が可能であり、「19文字以内で記述できない最小の自然数」という定義に合致しない。
ZFCなどの公理系は、上記のような非形式的な定義の方法を許可しないことでこのパラドックスを回避している。
「自然言語による数の定義」から生まれるパラドックスは他にリシャールのパラドックスが存在し、混同・同一視されることもある。矛盾を導くために実数を構成する必要がないぶんベリーのパラドックスの方が平易である。
イギリスの図書館職員G.G.ベリーに由来する名称の逆説である。